# 伍松 (伊利諾伊州)
伍松（英語：Woosung）是位於美國伊利諾伊州奧格爾縣的一個非建制地區。該地的面積和人口皆未知。

## 地理
伍松的座標為41°54′21″N 89°32′34″W / 41.90583°N 89.54278°W，而該地的平均海拔高度為251米（即823英尺）。